# X-Men: Zukunft ist Vergangenheit
X-Men: Zukunft ist Vergangenheit (Originaltitel: X-Men: Days of Future Past) ist eine US-amerikanische Comicverfilmung von Bryan Singer aus dem Jahr 2014. Es handelt sich um die Fortsetzung von X-Men: Erste Entscheidung und X-Men: Der letzte Widerstand. Der Film basiert auf den gleichnamigen Marvel-Comics. Für Regisseur Bryan Singer ist dies der dritte X-Men-Film, den er als Regisseur realisiert. Der Film startete am 22. Mai 2014 in den deutschen Kinos.

## Handlung
Im dystopischen Zukunftsjahr 2023 machen die Sentinels, wandlungsfähige Roboter mit Superkräften, Jagd auf Mutanten und Menschen, die diesen helfen. Fast alle sind schon tot oder versklavt. Eine kleine Gruppe von Mutanten (Shadowcat, Bishop, Blink, Colossus, Iceman, Sunspot und Warpath) schützt sich, indem Shadowcat bei Sentinel-Angriffen Bishops Geist in die Vergangenheit schickt und so ihre früheren Ichs warnt, vor Beginn des Angriffs zu fliehen. Bei einem Treffen mit den letzten X-Men – Professor X, Magneto, Wolverine und Storm – erklärt Xavier die Hintergründe des Kriegs: 1973 erschoss Xaviers Ziehschwester Raven Darkholme alias Mystique den Wissenschaftler Bolivar Trask, der das Sentinel-Programm ins Leben rief, was ihn zum Märtyrer machte und die Mutanten zur gefährlichen Bedrohung stempelte. Vor allem aber befähigten die Erkenntnisse aus Mystiques DNA die Sentinels, sich die Superkräfte der Mutanten anzueignen und so praktisch unbesiegbar zu werden.
Gemeinsam ersinnen sie den Plan, die Vergangenheit zu ändern, um Bolivar Trasks Ermordung und damit den künftigen Krieg zu verhindern. Aber nur Wolverine kann diese lange Zeitreise überstehen, ohne daran zu zerbrechen. So sendet Shadowcat Wolverines Geist erfolgreich in den Körper seines jüngeren Ichs, während die restlichen Mutanten die beiden beschützen, damit die Verbindung bestehen bleibt. Im Jahr 1973 begibt sich Wolverine zum Anwesen der X-Men, wo er auf einen jungen Hank McCoy/Beast und einen gebrochenen Charles Xavier trifft. Xavier kompensiert seine Querschnittslähmung (siehe X-Men: Erste Entscheidung) durch ein Serum von McCoy, das allerdings seine Telepathie blockiert. Wolverine überzeugt die beiden von seiner Mission und überredet sie, den in einem Hochsicherheitsgefängnis einsitzenden Magneto zu befreien, der für das Attentat auf John F. Kennedy verantwortlich gemacht wird. Wolverine rekrutiert hierfür den blitzschnellen Mutanten Peter Maximoff alias Quicksilver. In Washington D.C. wirbt Bolivar Trask vergeblich um Unterstützung des Sentinelprogramms. Gleichzeitig befreit Mystique in Vietnam eine Gruppe von Mutanten im Dienst der U.S. Army, darunter Toad, Ink und Havok/Alex Summers, aus der Gewalt des jungen William Stryker und reist nach Paris, wo amerikanische und vietnamesische Militärs das Ende des Vietnamkrieges verhandeln. Sie will Trask, der in dieser Konferenz für seine Sentinels wirbt, umbringen.
Xavier, Wolverine, Magneto und Hank reisen ihr nach und verhindern den Mord. Um sicherzugehen, will Magneto Mystique sogar töten, doch Hank verwandelt sich in Beast und kann sie trennen. Es kommt zu einem weltweit ausgestrahlten Kampf zwischen den Mutanten, was die Menschen in eine Anti-Mutanten-Panik stürzt. Daher genehmigt US-Präsident Richard Nixon die staatliche Finanzierung des Sentinelprogramms, doch Magneto sabotiert die Roboter, indem er ihre Plastikkörper mit Metall versetzt. Um die geflohene Raven zu finden, müsste Xavier seine Gehfähigkeit opfern, um Cerebro benutzen zu können, die Selbstzweifel aber lähmen ihn. Durch eine telepathische Verbindung mit seinem zukünftigen Selbst besiegt er seine Angst und setzt das Serum ab. Obwohl er Mystique telepathisch kontaktieren kann, will sie Trask immer noch töten.
Nixon und Trask führen die Sentinels unter großem Medienaufgebot vor dem Weißen Haus vor, doch Magneto übernimmt die mit Metall geimpften Roboter. Er reißt das nahe gelegene RFK Stadium mit seinen Magnetkräften aus dem Boden und umzäunt mit der gesamten Tribünenkonstruktion das Weiße Haus. Nixon und Trask fliehen in einen Bunker, begleitet von einer als Secret-Service-Agent getarnten Mystique. Magneto durchbohrt Wolverine mit Metallstäben und wirft ihn in den Potomac River. Im Jahr 2023 kämpfen die X-Men derweil ihr letztes Gefecht gegen die Sentinels und opfern sich für Wolverine und Shadowcat. Im Jahre 1973 bricht Magneto den Bunker auf und will Nixon vor den Kameras töten. Doch „Nixon“ entpuppt sich als Mystique und verwundet ihn mit einer Plastikwaffe. Sie richtet die Waffe auf Trask, doch verschont ihn. Mystique und Magneto fliehen, wodurch die Änderungen der Geschichte real werden und es den Krieg gegen die Sentinels nie gegeben hat.
Wolverine erwacht in Xaviers Schule in einem friedlichen Jahr 2023. Sogar Jean Grey und Scott Summers, die in der ursprünglichen Vergangenheit gestorben sind (siehe: X-Men: Der letzte Widerstand), sind bester Gesundheit. Der Film springt noch einmal zurück ins Jahr 1973, wo ein Schiff Wolverine aus dem Fluss birgt. Wolverines Körper spuckt die Metallstäbe wieder aus, die Magneto in ihn gebohrt hat. Mit an Bord ist Mystique in Gestalt von Major Stryker.
In der Post-Credit-Szene erscheint der Mutant Apocalypse im alten Ägypten. Mit seinen telekinetischen Kräften baut er die Pyramiden und lässt sich von der Bevölkerung als Gott verehren.

### Rogue Cut
Eine etwa 10 Minuten lange Szene um den Charakter Rogue kam in der ursprünglichen Fassung nicht vor. Die von Anna Paquin dargestellte Figur hat dennoch einen Kurzauftritt. Insgesamt hat der sogenannte „Rogue Cut“ des Films eine Länge von rund 145 Minuten. In dem im Juli 2015 veröffentlichten Rogue Cut wurden mehrere Szenen ergänzt. Neben mehreren kurzen Szenen, die die Charaktere näher beschreiben, wurde ein neuer Handlungsstrang um Rogue eingebaut.
Im Laufe von Wolverines Zeitreise hat Shadowcat aufgrund einer Schnittverletzung viel Blut verloren und kann die mentale Verbindung zur Vergangenheit nicht mehr lange halten. Rogue soll sie ersetzen, indem sie Shadowcats Kräfte absorbiert. Allerdings befindet sich diese in der Gewalt der Sentinels. Magneto und Iceman befreien sie, wobei Iceman sein Leben lassen muss.

## Produktion
An der Realisierung des Films waren die Filmproduktionsgesellschaften 20th Century Fox Film Corporation, Marvel Entertainment, Dune Entertainment, Bad Hat Harry Productions, Donners’ Company, Marv Films, Ingenious Media, Big Screen Productions, Ingenious Film Partners und Dune Entertainment III beteiligt.
Die Dreharbeiten fanden vom 15. April 2013 bis 17. August 2013 in Montreal, Kanada statt. Das Filmbudget betrug schätzungsweise 200 Millionen US-Dollar.
Kelsey Grammer, der in X-Men: Der letzte Widerstand die Rolle des Hank McCoy/Beast einnahm, sollte für diesen Film ebenfalls wieder zurückkehren, war aber aufgrund von Dreharbeiten an einem anderen Film verhindert. Am Ende des Films hat er allerdings einen Cameoauftritt.

## Synchronisation
Die deutschsprachige Synchronisation entstand bei der Interopa Film GmbH in Berlin nach einem Dialogbuch und unter der Dialogregie von Tobias Meister.
| Rolle                                        | Schauspieler       | Synchronsprecher          |
| -------------------------------------------- | ------------------ | ------------------------- |
| Logan / Wolverine                            | Hugh Jackman       | Thomas Nero Wolff         |
| Professor Charles Xavier / Professor X       | James McAvoy       | Johannes Raspe            |
| Erik Lehnsherr / Magneto                     | Michael Fassbender | Norman Matt               |
| Raven Darkholme / Mystique                   | Jennifer Lawrence  | Maria Koschny             |
| Dr. Hank McCoy / Beast                       | Nicholas Hoult     | Ozan Ünal                 |
| Professor Charles Xavier / Professor X (alt) | Patrick Stewart    | Kaspar Eichel             |
| Erik Lehnsherr / Magneto (alt)               | Ian McKellen       | Jürgen Thormann           |
| Ororo Munroe / Storm                         | Halle Berry        | Katrin Zimmermann         |
| Bobby Drake / Iceman                         | Shawn Ashmore      | Gerrit Schmidt-Foß        |
| Dr. Bolivar Trask                            | Peter Dinklage     | Claus-Peter Damitz        |
| Kitty Pryde / Shadowcat                      | Elliot Page        | Tanya Kahana              |
| Marie d’Ancanto / Rogue                      | Anna Paquin        | Berenice Weichert         |
| Luke Bishop / Lucas Bishop                   | Omar Sy            | Kevin Kraus               |
| Pietro Maximoff / Quicksilver                | Evan Peters        | Julius Jellinek           |
| Major Bill Stryker                           | Josh Helman        | Leonhard Mahlich          |
| Col. Sanders                                 | Andreas Apergis    | Tobias Kluckert           |
| Peter Rasputin / Colossus                    | Daniel Cudmore     | Sebastian Christoph Jacob |
| Clarice Ferguson / Blink                     | Bingbing Fan       | Verena Runna              |
| Alex Summers / Havok                         | Lucas Till         | Martin Kautz              |
| Scott Summers / Cyclops                      | James Marsden      | Robin Kahnmeyer           |
| James Proudstar / Warpath                    | Booboo Stewart     | Fabian Oscar Wien         |
| Dr. Hank McCoy / Beast (alt)                 | Kelsey Grammer     | Uli Krohm                 |
| Dr. Jean Grey                                | Famke Janssen      | Christin Marquitan        |
| Richard Nixon                                | Mark Camacho       | Friedrich G. Beckhaus     |

## Vergleich zu anderen Veröffentlichungen
Die Handlung des Filmes basiert auf dem zweiteiligen Comic Days of Future Past aus dem Jahr 1981 (Uncanny X-Men, Ausgaben #141–142). Hierbei reist Shadowcat/Kitty Pryde aus einer dystopischen, von Sentinels überrannten Zukunft in ihr jüngeres Ich, um einen Anschlag von Mystique auf den mutantenfeindlichen Senator Robert Kelly zu verhindern. Damals schickte Rachel Summers, Tochter von Jean Grey und Cyclops, ihren Geist um 33 Jahre in die Vergangenheit. Dadurch wurde die Zukunft dahingehend geändert, dass die Sentinels zwar dennoch gebaut wurden, aber die Unterdrückung durch diese nicht stattfand.
Weitere Plotelemente wurden folgenden Medien entnommen:
- The X-Men #14 (1965), in dem Bolivar Trask und die Sentinels das erste Mal in den Marvel Comics vorgestellt wurden,
- The X-Men #57 (1969) und The Uncanny X-Men #193–194 (1985) für das Design der Sentinels, die sich dabei jeweils in den Sentinels Mark II (Anpassungsfähigkeit an Mutantenkräfte) und dem Super-Sentinel Nimrod (äußere Erscheinung) widerspiegeln,
- What If Vol.2 #9 (basierend auf Giant-Size X-Men (1975)), wo Charles Xavier in einer alternativen Zeitlinie nach dem Tod seiner X-Men für eine Zeitlang in Selbstverzweiflung versinkt

Im Film wird Magneto für das Attentat auf John F. Kennedy verantwortlich gemacht, obwohl er die tödliche Kugel mit seinen Kräften aufhalten wollte, da Kennedy laut ihm ebenfalls ein Mutant war. Die irreguläre, im Film als „magisch“ bezeichnete Flugbahn ist eine Anspielung auf die sogenannte Magic-Bullet-Theorie. Dies wurde zweimal vom jungen Charles Xavier erwähnt, gespielt von James McAvoy. McAvoy spielte zudem die Hauptrolle in Wanted in dessen Handlung er ebenfalls Kugeln um die Kurve schießen konnte.
Quicksilver sagt in Bezug auf Magneto, dass seine Mutter mal jemanden mit den gleichen Fähigkeiten gekannt habe. In den Comics ist Magneto Quicksilvers Vater. Die Fortsetzung X-Men: Apocalypse bestätigt diese Beziehung.

### Kontinuität zu bisherigen X-Men-Filmen
In X-Men: Der letzte Widerstand stirbt Charles Xavier und Magneto verliert seine Mutantenkräfte. Die letzte Szene deutet an, dass Magnetos Kräfte allmählich zurückkehren. In der Post-Credit-Szene erwacht Xavier im Körper seines Zwillingsbruders aus dem Koma. In der Post-Credit-Szene von Wolverine: Weg des Kriegers haben beide ihre Kräfte vollständig wiedererlangt und empfangen den überraschten Wolverine am Flughafen.
In Wolverine: Weg des Kriegers verliert Wolverine seine Adamantiumkrallen und seine knöchernen wachsen nach. In X-Men: Zukunft ist Vergangenheit hat er jedoch wieder (in der zukünftigen Gegenwart) seine Metallkrallen.

## Rezeption

### Kritiken
X-Men: Zukunft ist Vergangenheit erhielt überwiegend positive Kritiken. Cinema sah ein „imposantes und intelligentes Superheldenkino“, welches von einem „exquisiten Cast und einer durchweg überzeugenden Geschichte getragen wird.“
Der Filmdienst sah eine „originelle, aufwändig inszenierte Fortschreibung des „X-Men“-Mythos,“, welche „die Diskussion um Akzeptanz und Diskriminierung“ aufgreift. Die Action sei zwar ein Spektakel gewesen und hatte viel Sinn für Ironie, jedoch war der 3D Effekt nur verhalten.
Der Spiegel kritisierte, die „im wahrsten Wortsinn doppelte Story mit doppelten Darstellern ist dünner, als es eine einzige gewesen wäre.“ Jedoch sah man ein „angenehm emotionales, ambitioniertes, liebevolles Spektakel.“

### Finanzieller Erfolg
Bis Oktober 2014 spielte der Film weltweit über 746 Millionen US-Dollar ein, davon kommen fast 244 Millionen US-Dollar aus den Vereinigten Staaten.

### Auszeichnungen
Sowohl bei der Oscarverleihung 2015 und den British Academy Film Awards 2015 war der Film in der Kategorie Beste visuelle Effekte nominiert. Fünf Nominierungen (u. a. für Regisseur Bryan Singer) gab es im Rahmen der Saturn-Award-Verleihung 2015. Insgesamt konnte der Film zwölf Filmpreise gewinnen und war weitere 41 mal nominiert.